# Daj pet
Daj pet (engleski high five) slavljenička je gesta između dvije osobe u kojoj svaka osoba istovremeno podiže ruku pljeskajući o dlan druge osobe. Gesta je osobito raširena u SAD-u, a proširena je i po cijelom svijetu. Obično je izraz zajedničkog zadovoljstva, uspjeha ili čestitanja. Poticaj za tom gestom obično donosi čestitajuća osoba. Riječ "pet" odnosi se na pet prsta ruke.
Može se smatrati pozdravom.
Osim uobičajene geste, postoje i brojne inačice.